# Eleutherodactylus sisyphodemus
Eleutherodactylus sisyphodemus es una especie de rana de la familia Eleutherodactylidae.

## Distribución geográfica y hábitat
Es endémica del norte de Jamaica.

## Estado de conservación
Se encuentra amenazada por la pérdida de su hábitat natural. 